# Трясохвіст острівний
Трясохві́ст острівний (Cinclodes antarcticus) — вид горобцеподібних птахів родини горнерових (Furnariidae). Мешкає на Фолклендських островах та на півдні Вогняної Землі.

## Опис
Довжина птаха становить 18-23 см. Забарвлення переважно темно-буре. Горло дещо світліше, поцятковане жовтувато-коричневими плямками. Над очима малопомітні світлі "брови". на крилах малопомітні рудувато-коричневі смуги. Дзьоб темний, відносно довгий, товстий, дещо вигнутий. Представники підвиду C. a. maculirostris мають дещо більші розміри, ніж представники номінативного підвиду, вони мають довший хвіст, коротший. дзьоб, їх забарвлення повністю темно-буре. Дзьоб представників цього підвиду бцля основи жовтуватий.

## Підвиди
Виділяють два підвиди:

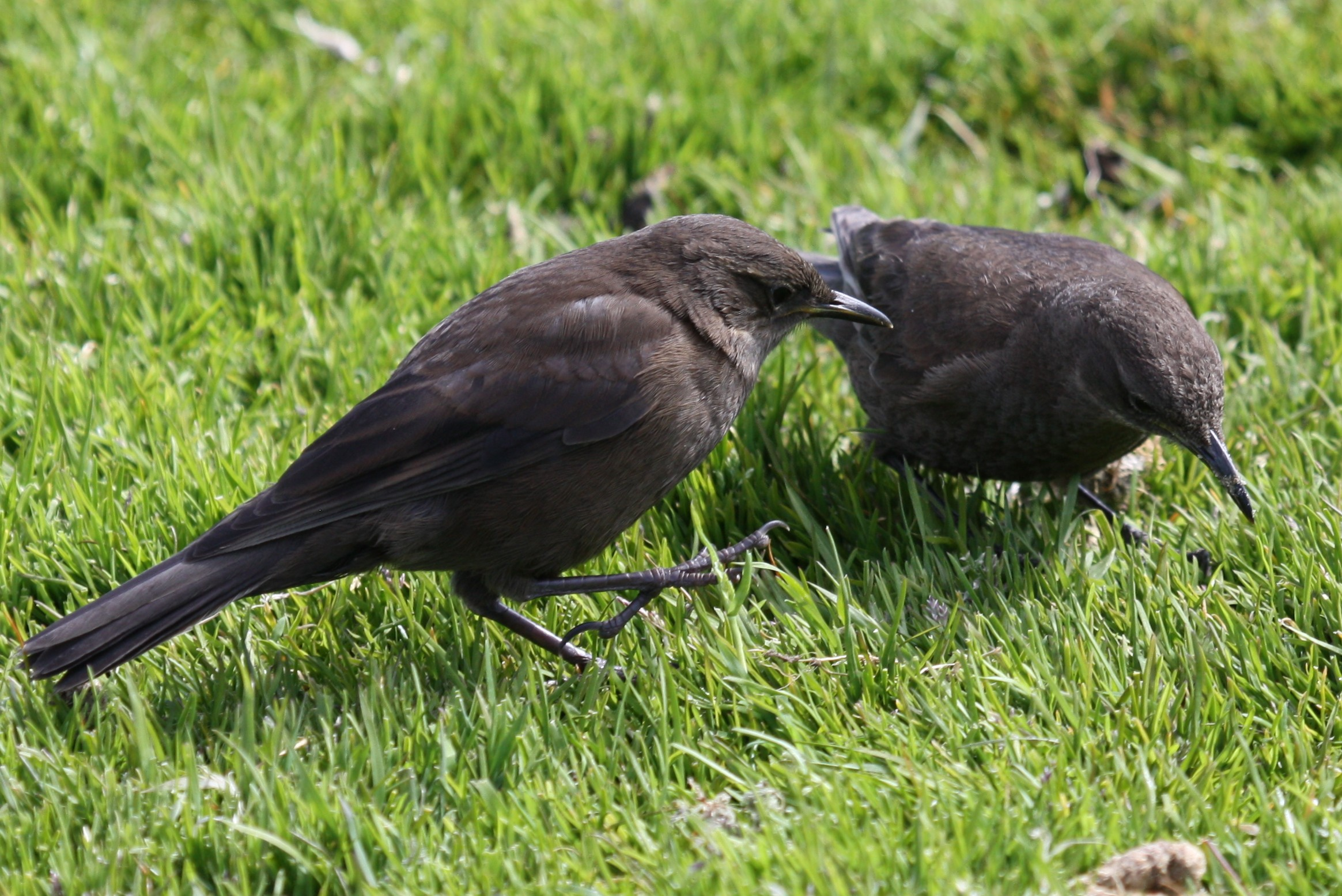
Острівні трясохвости

- C. a. maculirostris Dabbene, 1917 — Фолклендські острови;
- C. a. antarcticus (Garnot, 1826) — південь архіпелагу Вогняна Земля (півострів Брекнок на південному заході острова Вогняна Земля, острів Наваріно, острів Горн і сусідні острови, острів Естадос.

Деякі дослідники виділяють підвид C. a. maculirostris у окремий вид Cinclodes maculirostris.

## Поширення і екологія
Острівні трясохвости мешкають в прибережних районах, серед скель. На Фолклендських островах острівні трясохвости зустрічаються в купинах Poa flabellata. Вони живляться дрібними безхребетними, а також яйцями, рибою та іншими недоїдками поблизу колоній птахів і морських ссавців. Зустрічаються поодинці або парами, на висоті до 100 м над рівнем моря. Сезон розмноження триває з вересня по грудень, за сезон може вилупитися два виводки. Гніздо чашоподібне, зроблене з трави, встелене пір'ям, розміщується серед каміння, купин, в покинутих норах великих пуфінурів і магеланських пінгвінів, поблизу людських осель. В кладці від 1 до 3 білих, ігноді поцяткованих червонуватими плямками яєць. Інкубаційний період триває 2 тижні, пташенята покидають гніздо через 2 тижні.

## Збереження
МСОП класифікує стан збереження цього виду як близький до загрозливого. Острівним трясохвостам загрожують інвазивні хижаки, зокрема коти і щури.